# Ярки (Черкасская область)
Ярки (укр. Ярки) — посёлок в Золотоношском городском совете Черкасской области Украины.
Население по переписи 2001 года составляло 20 человек, все назвали украинский язык родным. Почтовый индекс — 19701. Телефонный код — 4737. 

## Местный совет
19700, Черкаська обл., м. Золотоноша, Садовий проїзд, 8  (укр.)